# 9ine
9ine è un album collaborativo dei cantanti R&B statunitensi Musiq Soulchild e Syleena Johnson, pubblicato nel 2013. Il disco, legato al numero nove e «rigorosamente reggae», raggiunge il primo posto nella classifica degli album reggae in USA.
| Recensione | Giudizio |
| ---------- | -------- |
| AllMusic   | [ 1 ]    |

## Tracce
Musiche di DJ Flavor.
1. Alright
2. Feel The Fire
3. The Hunger
4. Slow Love
5. So Big
6. Never Had
7. Pieces Of You
8. Bring Me Down
9. Promise
10. Feel The Fire (Dancehall Stylee)

## Classifiche settimanali
| Classifica (2013)         | Posizione massima |
| ------------------------- | ----------------- |
| US Reggae Albums          | 1                 |
| US Top R&B/Hip-Hop Albums | 54                |